# Марр (гора)
Марр — скальный пик, возвышающийся над окружающей ледяной поверхностью в 15 километрах к югу от пика Джонсон и на таком же расстоянии к западу от пика Дуглас, Антарктида. Он был обнаружен в январе 1930 года британско-австралийско-новозеландской антарктической исследовательской экспедицией (BANZARE) под руководством Дугласа Моусона и назван в честь Джеймса Марра, зоолога, который участвовал в этой экспедиции от British Discovery Investigations Committee.